# Bo Xilai
Bo Xilai (cinese semplificato: 薄熙来; cinese tradizionale: 薄熙來; pinyin: Bó Xīlái; pronuncia: pɔ̌ ɕílǎɪ); Dingxiang, 3 luglio 1949) è un ex politico cinese, ex membro del Politburo.

## Biografia
Bo Xilai è il quarto figlio dell'ex leader del Partito Comunista Cinese Bo Yibo, che fu ministro delle Finanze nei primi anni della Repubblica Popolare Cinese. Nel 1965, per aver sostenuto relazioni commerciali più aperte con l'Occidente, perse ogni ruolo nel governo e nel partito. Fu riabilitato e assunse nuovamente la carica di vice-premier nel 1979.
Bo Xilai ha acquisito notorietà durante i suoi mandati come sindaco del polo economico costiero di Dalian e come governatore della provincia di Liaoning. Dal 2004 al novembre 2007 è stato ministro del Commercio. Tra il 2007 e il 2012 è stato membro del Politburo e presidente del partito nella municipalità di Chongqing.
A Chongqing, Bo ha condotto una campagna contro il crimine organizzato, ha aumentato i programmi di spesa sociale, ha mantenuto alte percentuali di crescita del Pil e si è mostrato favorevole ad un ritorno della "cultura rossa" tipica della Grande rivoluzione culturale.
Le sue lotte per la promozione di valori egualitari e i risultati del "modello Chongqing" lo hanno reso il campione della "nuova sinistra cinese", composta da maoisti e da social-democratici delusi dalle recenti riforme economiche di matrice liberale e  dalla crescente diseguaglianza economica. Tuttavia, la percezione dell'illegalità delle campagne anti-corruzione di Bo, insieme alle preoccupazioni per la sua forte personalità e per le sue tendenza da "battitore libero", lo hanno reso una figura controversa.

### Lo scandalo Wang Lijun
Le fortune politiche di Bo Xilai sono terminate bruscamente in seguito ad uno degli scandali di maggiore portata che abbiano interessato la leadership cinese dal clamore legato alla morte di Lin Biao nel 1971. Wang Lijun, il capo della polizia di Chongqing, tra i maggiori sostenitori di Bo e uomo di punta della sua campagna anti-criminalità, dopo aver scoperto l'omicidio ai danni di un uomo d'affari inglese, Neil Heywood, cercò asilo presso il consolato degli Stati Uniti a Chengdu, rivelando dettagli su un presunto coinvolgimento di Bo.
Wang Lijun e la moglie di Bo, Gu Kailai, sono stati condannati rispettivamente a 15 anni di reclusione e alla pena capitale (con sospensione della pena), commutata in ergastolo, per l'omicidio di Heywood. Dopo la sentenza, Bo è stato rimosso dall'incarico di capo del Partito di Chongqing (marzo 2012) e sospeso dal Politburo il mese seguente.
Bo era considerato un candidato probabile per la promozione al Comitato permanente del Politburo. Il rinnovo dei membri del Comitato era previsto per l'ottobre 2012, durante il XVIII Congresso nazionale del Partito Comunista Cinese. Ma, a causa della condanna, il 28 settembre 2012 è stato espulso dal partito e lasciato al giudizio della magistratura cinese con l'accusa di corruzione, abuso di potere, reati sessuali e favoreggiamento.
Il 21 settembre 2013 è stato dichiarato colpevole di corruzione e condannato all'ergastolo, poi confermato in via definitiva il 25 ottobre successivo.